# Grand Prix de Villers-Cotterêts 2006
Il Grand Prix de Villers-Cotterêts 2006, nona edizione della corsa e valida come evento dell'UCI Europe Tour 2006 categoria 1.1, si svolse il 22 aprile 2006 su un percorso totale di circa 193,2 km. Fu vinto dal francese Émilien-Benoît Bergès che terminò la gara in 4h30'03", alla media di 42,853 km/h.
Al traguardo 78 ciclisti portarono a termine il percorso.

## Ordine d'arrivo (Top 10)
| Pos. | Corridore             | Squadra         | Tempo    |
| ---- | --------------------- | --------------- | -------- |
| 1    | Émilien-Benoît Bergès | Auber 93        | 4h30'03" |
| 2    | Dmitrij Murav'ëv      | Jartazi         | s.t.     |
| 3    | Jonas Ljungblad       | Unibet.com      | a 8"     |
| 4    | Jurgen Van Loocke     | Landbouwkrediet | s.t.     |
| 5    | Erki Pütsep           | AG2R Prév.      | s.t.     |
| 6    | Lilan Jégou           | F. des Jeux     | s.t.     |
| 7    | Lloyd Mondory         | AG2R Prév.      | s.t.     |
| 8    | Rony Martias          | Bouygues Tél.   | s.t.     |
| 9    | Lénaïc Olivier        | Agritubel       | s.t.     |
| 10   | Mark Renshaw          | Crédit Agricole | s.t.     |